# Мургаб
Мургаб (на пущунски: مرغاب; на туркменски: Murgap; на руски: Мургаб) е голяма река в северозападната част на Афганистан и южната част на Туркменистан, губеща се в пустинята Каракум. Дължината ѝ е 978 km, а площта на водосборния ѝ басейн – 46 900 km².
Река Мургаб води началото си на около 3600 m н.в. на територията на Афганистан, от северния склон на хребета Сафедкох, в неговата крайна източна част (съставна част на планинската система Паропамиз). В горното си течение тече в западна посока в тясна и дълбока долина между хребетите Сафедкох на юг и Банди-Туркестан на север. В района на село Дахане Коджа завива на северозапад и южно от град Баламургаб излиза от планините и навлиза в южната хълмиста част на пустинята Каракум, като тече покрай западното подножие на възвишението Карабил. В протежение на около 30 km служи за граница между Афганистан и Туркменистан, след което в района на село Марчак (Дурдиев) изцяло навлиза на туркменска територия. Тук долината ѝ значително се разширява и в района на Марийския оазис образува суха вътрешна делта и водите ѝ изцяло се губят в пясъците на пустинята.
Основните ѝ притоци са предимно на афганска територия: леви – Виргар, Джаванд, Шабарган, Гахистан, Гулчиндаря, Кашан, Кушка (долните течения на последните две са на туркменска територия); десни – Чирас, Урандж, Тагаби-Алам, Кайсар. На територията на Туркменистан, в долното ѝ течение са изградени 6 водохранилища (Ташкепринско, Саръязънско, Колхозбентско и още три по-малки), водите на които се използват за напояване. Има смесено подхранване с преобладаване на снежното. Пълноводието на реката е през март, април и май, а през зимата често се наблюдават епизодични прииждания, в резултат на поройни дъждове. Средният годишен отток при сгт[ неясно? ] Тахта Базар, на 486 km, преди навлизането ѝ в пустинята е 52 m³/sec, след което той-постепенно намалява, в резултат от изпарението, попиването на водата в пясъците и използването ѝ за напояване. Водата на Мургаб е с голяма мътност – 4500 g/m³. Основните селища са разположени предимно в средното и долното ѝ течение: градовете Баламургаб в Афганистан, Йольотен, Байрамали и Мари в Туркменистан.

## Топографска карта
- I-41-А М 1:500000[2]
- I-41-Б М 1:500000[3]
- J-41-В М 1:500000[4]